# Bräkentorpasjön (Södra Ljunga socken, Småland)
Bräkentorpasjön är en sjö i Ljungby kommun i Småland och ingår i Helge ås huvudavrinningsområde. Sjön har en area på 0,98 kvadratkilometer och ligger 140,2 meter över havet. Sjön avvattnas av vattendraget Lillån (Prästebodaån). Vid provfiske har bland annat abborre, braxen, gers och gädda fångats i sjön.
Bräkentorpasjön är centrum i ett friluftsområde med badplats och motionsslingor i naturskön omgivning strax öster om staden Ljungby. Ett större område kallas även Bräkentorps strövområde i Ljungby kommun.
År 1894 hittades här en runsten i en åker söder om Bräkentorp. Idag står runstenen intill ett gravfält från yngre järnålder (500-1050 e Kr). Genom att följa stigen längs sjöns norra strand når man stenen och gravfältet.

## Delavrinningsområde
Bräkentorpasjön ingår i det delavrinningsområde (629439-138842) som SMHI kallar för Utloppet av Ljungasjön. Medelhöjden är 149 meter över havet och ytan är 73,32 kvadratkilometer. Det finns ett avrinningsområde uppströms, och räknas det in blir den ackumulerade arean 118,42 kvadratkilometer. Lillån (Prästebodaån) som avvattnar avrinningsområdet har biflödesordning 2, vilket innebär att vattnet flödar genom totalt 2 vattendrag innan det når havet efter 147 kilometer. Avrinningsområdet består mestadels av skog (55 procent), jordbruk (17 procent) och sankmarker (16 procent). Avrinningsområdet har 1,7 kvadratkilometer vattenytor vilket ger det en sjöprocent på 2,3 procent.

## Fisk
Vid provfiske har följande fisk fångats i sjön:
- Abborre
- Braxen
- Gärs
- Gädda
- Löja
- Mört